# Tenabo
El municipi de Tenabo es troba al nord de l'Estat de Campeche (Mèxic), entre els paral·lels 19° 42′ 20″ i 20° 06′ 00″ de latitud Nord, entre els meridians 89° 57′ 00″ i 90° 58′ 00″ de longitud Oest. Limita al nord amb el municipi d'Hecelchakán, a l'est amb el municipi d'Hopelchén, al sud amb el municipi de Campeche i a l'oest amb el Golf de Mèxic, a la regió coneguda com "Camino Real", de la que n'és la capital. El municipi dista 35 km de la ciutat de Campeche i 110 km de la ciutat de Mérida, i la seva capital és la ciutat de Tenabo

## Geografia
Tenabo té una extensió de 882 km², que representa l'1,6% del total de l'estat, podent-s'hi distingir tres zones diferenciades:
- la Sierra
- la Costa
- el Peten

Tenabo es troba assentat en una plataforma conformada per roques calcàries marines, que va emergir de les aigües. El seu relleu és una planícia amb petits turons i depressions. Aquestes formen ondulacions d'escassa altura, menors de 300 metres, conegudes a la regió com "la Sierra" o "el Puuc", i es troba en un terreny on predominen les àrees planes.

## Població
El municipi té una població de 9.050 segons el cens del 2005, que es distribueixen en diverses poblacions:
- La capital, Tenabo (6.934 habitants)
- Tinun (928)
- Emiliano Zapata (382)
- Kankí (182)
- Santa Rosa (170)
- Xkuncheil (102)

La població de la ciutat de Tenabo d'acord amb l'últim cens efectuat el 2005 és de 6.900 habitants, en la seva majoria indígenes maies.

## Hidrografia
El municipi de Tenabo no té rius, però compta amb un sistema hidrològic subterrani a causa de la permeabilitat dels sediments calcaris que conté el terra i això permet la infiltració de l'aigua, generant-se corrents subterranis. La profunditat del nivell freàtic augmenta en allunyar-se de la costa, assolint nivells entre 6 i 40 metres.

## Clima
El clima dominant és el càlid sub-humit, amb una temperatura que varia en general entre els 20,8 °C i els 33,4 °C, amb pluges a l'estiu.

## Història del municipi
Època Prehispànica
La història de Tenabo s'inicia amb la civilització Maia en el seu període clàssic, amb la fundació de Kankí, que tingué el seu apogeu entre els anys 600 a 900 de la nostra era, estant ja abandonada cap al 1000. Els Canul que, d'acord amb el Còdex de Calkiní, procedien del Petén a Guatemala, van formar la senyoria dels Ah Canul amb capital a Calkiní i que formava part de la lliga de Mayapán, juntament amb Uxmal i altres senyories de la zona Puuc. A mitjans del segle xv, en la pugna entre els Xiu i els Cocom, les famílies s'agrupen entorn de senyoria d'Ah Canul, i entre sis germans es reparteixen la zona. Un d'ells funda Tah-Naab el 1450, després del qual s'inicia la decadència de la zona.
Conquesta espanyola
L'inici de la conquesta de Tenabo es va donar el 1540, quan Francisco de Montejo inicia la conquesta de la Península de Yucatán amb la repartició dels pobles que es trobaven entre San Francisco de Campeche i Mérida en "encomiendas". La de Tenabo va ser adjudicada el 1544 a l'espanyol Juan García de Llanes, que la batejà amb el nom de Tenabo. En acabar-se las "encomiendas", el poble de Tenabo passa a dependre de la municipalitat de Hecelchakán.
La independència
Després de la independència, i a finals del segle 1858, constituïa una municipalitat del partit de Hecelchakán; llavors Tenabo comptava amb 1.410 veïns, i la municipalitat amb 2.215.
El ferrocarril
El setembre del 1880 es van iniciar els tràmits entre el Govern de l'Estat de Campeche i la Secretaria de Foment, per a la construcció del ferrocarril que uniria la ciutat de Campeche i Calkiní. A mitjans del 1882 es va posar el primer rail a Tenabo, on va començar a construir-se la línia cap a Calkiní. A finals de 1883 ja funcionava una part de la via, cosa que permetia el trànsit provisional entre Tenabo i Pomuch, en un servei per tracció animal. L'any 1898 s'iniciava formalment el trànsit entre les ciutats de Mérida i Campeche amb la companyia dels Ferrocarrils Units de Yucatán, i en el quilòmetre 133 s'hi dreçava l'estació de Tenabo.
Creació del municipi de Tenabo
La Constitució local de 1917, segona de l'estat, fixava la divisió administrativa en vuit municipis, entre els quals el nou de Tenabo que se separava de Campeche.